# Xanthorhoe tamborica
Xanthorhoe tamborica là một loài bướm đêm trong họ Geometridae.